# 北見盆地
北見盆地（きたみぼんち） は、北海道北東部の網走地方にある盆地。北見山地南東に位置する。

## 概要
石狩山地を水源にオホーツク海に流入する常呂川と無加川の合流点が水流に侵食されて段丘面と緩やかな台地が形成された。夏季は高温に恵まれ良好な農業用地となり、玉葱や米を中心に北海道で作られるほとんどの作物が栽培されている。
北見産のペパーミント（薄荷）は、化学合成されるまで世界中に輸出された。

## 参考資料
- 白崎秀雄『鈍翁 益田孝』中央公論社